# Back to Black
Back to Black là album phòng thu thứ hai và cũng là cuối cùng của ca sĩ kiêm nhạc sĩ người Anh Amy Winehouse, phát hành ngày 27 tháng 10 năm 2006 bởi Island Records. Chịu ảnh hưởng từ nhạc pop và soul của những nhóm nhạc nữ thập niên 1960, Winehouse sáng tác tất cả những bài hát trong album, đồng thời hợp tác với những nhà sản xuất Salaam Remi và Mark Ronson, cùng với ban nhạc The Dap-Kings của Sharon Jones, để giúp cô nắm bắt âm nhạc của thời kỳ đó và pha trộn với nhạc R&B đương đại và neo-soul. Nữ ca sĩ lấy cảm hứng từ mối quan hệ đầy sóng gió của cô với bạn trai cũ và chồng tương lai Blake Fielder-Civil, người tạm chia tay cô lúc bấy giờ để theo đuổi bạn gái cũ. Cuộc chia tay ngắn ngủi của họ đã thúc đẩy cô tạo nên một tác phẩm khám phá những chủ đề về tội lỗi, đau khổ, ngoại tình và tổn thương trong một mối quan hệ. Phiên bản cao cấp của Back to Black được phát hành vào cuối năm 2007, bao gồm một đĩa kèm theo với nhiều bản nhạc Mặt B và thu trực tiếp.
Sau khi phát hành, Back to Black nhận được sự hoan nghênh rộng rãi từ các nhà phê bình âm nhạc, những người ca ngợi phong cách sáng tác và chất giọng đầy cảm xúc của Winehouse, cũng như phần sản xuất của Remi và Ronson. Ngoài ra, album còn giúp nữ ca sĩ chiến thắng giải Grammy cho Nghệ sĩ mới xuất sắc nhất và Album giọng pop xuất sắc nhất tại lễ trao giải thường niên lần thứ 50, bên cạnh đề cử cho Album của năm và tại giải Brit năm 2007 cho Album Anh quốc của năm. Back to Black gặt hái nhiều thành công lớn về mặt thương mại, đứng đầu các bảng xếp hạng tại hơn 17 quốc gia, bao gồm những thị trường lớn như Pháp, Đức, Ý, Tây Ban Nha, Thụy Sĩ và Vương quốc Anh, nơi tác phẩm trở thành album bán chạy nhất năm. Album đạt vị trí thứ hai trên bảng xếp hạng Billboard 200 sau chiến thắng của Winehouse tại giải Grammy, và là đĩa nhạc duy nhất của cô vươn đến top 10 tại đây. Tính đến nay, Back to Black đã bán được hơn 20 triệu bản trên cầu, trở thành một trong những album bán chạy nhất mọi thời đại.
Năm đĩa đơn đã được phát hành từ Back to Black. Đĩa đơn đầu tiên "Rehab" trở thành bản hit lớn nhất trong sự nghiệp của Winehouse, đạt vị trí thứ bảy tại Vương quốc Anh và là đĩa đơn duy nhất của cô vươn đến top 10 trên bảng xếp hạng Billboard Hot 100, cũng như chiến thắng ba giải Grammy cho Thu âm của năm và Bài hát của năm và Trình diễn giọng pop nữ xuất sắc nhất. Những đĩa đơn còn lại đều đạt được thành công nhất định, trong đó nổi bật là bài hát chủ đề đã trở thành bài hát trứ danh của nữ ca sĩ. Kể từ khi phát hành, album được giới chuyên môn ghi nhận là tác phẩm có tầm ảnh hưởng quan trọng đến sự phổ biến rộng rãi của nhạc soul Anh quốc vào cuối thập niên 2000, mở đường cho một loạt nghệ sĩ nữ thành công như Adele, Duffy và Estelle. Back to Black cũng lọt vào danh sách những bản thu âm xuất sắc nhất của nhiều tổ chức và ấn phẩm âm nhạc, bao gồm vị trí thứ 33 trong danh sách 500 album vĩ đại nhất của Rolling Stone và được liệt kê trong 1001 Album Bạn Phải Nghe Trước Khi Chết.

## Danh sách bài hát
Tất cả các ca khúc được viết bởi Amy Winehouse, ngoại trừ một số ghi chú.
| Back to Black – Phiên bản tiêu chuẩn | Back to Black – Phiên bản tiêu chuẩn | Back to Black – Phiên bản tiêu chuẩn           | Back to Black – Phiên bản tiêu chuẩn | Back to Black – Phiên bản tiêu chuẩn |
| STT                                  | Nhan đề                              | Sáng tác                                       | Sản xuất                             | Thời lượng                           |
| ------------------------------------ | ------------------------------------ | ---------------------------------------------- | ------------------------------------ | ------------------------------------ |
| 1.                                   | "Rehab"                              |                                                | Mark Ronson                          | 3:34                                 |
| 2.                                   | "You Know I'm No Good"               |                                                | Ronson                               | 4:17                                 |
| 3.                                   | "Me & Mr. Jones"                     |                                                | Salaam Remi                          | 2:33                                 |
| 4.                                   | "Just Friends"                       |                                                | Remi                                 | 3:13                                 |
| 5.                                   | "Back to Black"                      | Winehouse Ronson                               | Ronson                               | 4:01                                 |
| 6.                                   | "Love Is a Losing Game"              |                                                | Ronson                               | 2:35                                 |
| 7.                                   | "Tears Dry on Their Own"             | Winehouse Nickolas Ashford Valerie Simpson     | Remi                                 | 3:06                                 |
| 8.                                   | "Wake Up Alone"                      | Winehouse Paul O'Duffy                         | Ronson                               | 3:42                                 |
| 9.                                   | "Some Unholy War"                    |                                                | Remi                                 | 2:22                                 |
| 10.                                  | "He Can Only Hold Her"               | Winehouse Richard Poindexter Robert Poindexter | Ronson                               | 2:46                                 |
| 11.                                  | "Addicted"                           |                                                | Remi                                 | 2:45                                 |
| Tổng thời lượng:                     | Tổng thời lượng:                     | Tổng thời lượng:                               | Tổng thời lượng:                     | 34:56                                |

| Back to Black – Phiên bản tại Hoa Kỳ (bản nhạc bổ sung) | Back to Black – Phiên bản tại Hoa Kỳ (bản nhạc bổ sung)      | Back to Black – Phiên bản tại Hoa Kỳ (bản nhạc bổ sung) | Back to Black – Phiên bản tại Hoa Kỳ (bản nhạc bổ sung) | Back to Black – Phiên bản tại Hoa Kỳ (bản nhạc bổ sung) |
| STT                                                     | Nhan đề                                                      | Sáng tác                                                | Sản xuất                                                | Thời lượng                                              |
| ------------------------------------------------------- | ------------------------------------------------------------ | ------------------------------------------------------- | ------------------------------------------------------- | ------------------------------------------------------- |
| 10.                                                     | "He Can Only Hold Her" (có 31 giây im lặng ở đoạn cuối)      | Winehouse Richard Poindexter Robert Poindexter          | Ronson                                                  | 3:19                                                    |
| 11.                                                     | "You Know I'm No Good" (remix, hợp tác với Ghostface Killah) |                                                         | Ronson                                                  | 3:22                                                    |
| 12.                                                     | "Rehab" (Hot Chip remix) (bản nhạc bổ sung tại iTunes Store) |                                                         | Ronson Hot Chip [a]                                     | 6:58                                                    |
| Tổng thời lượng:                                        | Tổng thời lượng:                                             | Tổng thời lượng:                                        | Tổng thời lượng:                                        | 45:47                                                   |

| Back to Black – Phiên bản tại Nhật Bản (bản nhạc bổ sung) | Back to Black – Phiên bản tại Nhật Bản (bản nhạc bổ sung)    | Back to Black – Phiên bản tại Nhật Bản (bản nhạc bổ sung) | Back to Black – Phiên bản tại Nhật Bản (bản nhạc bổ sung) | Back to Black – Phiên bản tại Nhật Bản (bản nhạc bổ sung) |
| STT                                                       | Nhan đề                                                      | Sáng tác                                                  | Sản xuất                                                  | Thời lượng                                                |
| --------------------------------------------------------- | ------------------------------------------------------------ | --------------------------------------------------------- | --------------------------------------------------------- | --------------------------------------------------------- |
| 12.                                                       | "Close to the Front"                                         | Winehouse Felix Howard Paul Simm                          | Howard Simm                                               | 4:35                                                      |
| 13.                                                       | "Hey Little Rich Girl" (hợp tác với Zalon và Ade)            | Rod Byers                                                 |                                                           | 3:35                                                      |
| 14.                                                       | "Monkey Man"                                                 | Frederick Hibbert                                         |                                                           | 2:56                                                      |
| 15.                                                       | "Back to Black" (The Rumble Strips remix)                    | Winehouse Ronson                                          | Ronson The Rumble Strips [a]                              | 3:48                                                      |
| 16.                                                       | "You Know I'm No Good" (remix, hợp tác với Ghostface Killah) |                                                           | Ronson                                                    | 3:22                                                      |
| Tổng thời lượng:                                          | Tổng thời lượng:                                             | Tổng thời lượng:                                          | Tổng thời lượng:                                          | 53:12                                                     |

| Back to Black – Phiên bản giới hạn tại Đức (bản nhạc bổ sung) | Back to Black – Phiên bản giới hạn tại Đức (bản nhạc bổ sung) | Back to Black – Phiên bản giới hạn tại Đức (bản nhạc bổ sung)        | Back to Black – Phiên bản giới hạn tại Đức (bản nhạc bổ sung) |
| STT                                                           | Nhan đề                                                       | Sáng tác                                                             | Thời lượng                                                    |
| ------------------------------------------------------------- | ------------------------------------------------------------- | -------------------------------------------------------------------- | ------------------------------------------------------------- |
| 11.                                                           | "Rehab" (trực tiếp tại Kalkscheune / Berlin)                  |                                                                      | 3:37                                                          |
| 12.                                                           | "Love Is a Losing Game" (trực tiếp tại Kalkscheune / Berlin)  |                                                                      | 2:45                                                          |
| 13.                                                           | "Tears Dry on Their Own" (trực tiếp tại Kalkscheune / Berlin) | Winehouse Ashford Simpson                                            | 3:15                                                          |
| 14.                                                           | "Take the Box" (trực tiếp tại Kalkscheune / Berlin)           | Winehouse Luke Smith                                                 | 3:39                                                          |
| 15.                                                           | "Valerie" (trực tiếp tại Kalkscheune / Berlin)                | Sean Payne Dave McCabe Abi Harding Boyan Chowdhury Russell Pritchard | 4:14                                                          |
| Tổng thời lượng:                                              | Tổng thời lượng:                                              | Tổng thời lượng:                                                     | 52:26                                                         |

| Back to Black – Phiên bản cao cấp (Đĩa 2) | Back to Black – Phiên bản cao cấp (Đĩa 2)                             | Back to Black – Phiên bản cao cấp (Đĩa 2) | Back to Black – Phiên bản cao cấp (Đĩa 2) | Back to Black – Phiên bản cao cấp (Đĩa 2) |
| STT                                       | Nhan đề                                                               | Sáng tác                                  | Sản xuất                                  | Thời lượng                                |
| ----------------------------------------- | --------------------------------------------------------------------- | ----------------------------------------- | ----------------------------------------- | ----------------------------------------- |
| 1.                                        | "Valerie"                                                             | Payne McCabe Harding Chowdhury Pritchard  | Ronson                                    | 3:53                                      |
| 2.                                        | "Cupid"                                                               | Sam Cooke                                 |                                           | 3:49                                      |
| 3.                                        | "Monkey Man"                                                          | Hibbert                                   |                                           | 2:56                                      |
| 4.                                        | "Some Unholy War" (down tempo)                                        |                                           | Remi                                      | 3:17                                      |
| 5.                                        | "Hey Little Rich Girl" (hợp tác với Zalon và Ade)                     | Byers                                     |                                           | 3:35                                      |
| 6.                                        | "You're Wondering Now" (độc quyền tại Vương quốc Anh, Úc và Nhật Bản) | Clement Dodd                              |                                           | 2:33                                      |
| 7.                                        | "To Know Him Is to Love Him"                                          | Phil Spector                              | Sam Gregory                               | 2:24                                      |
| 8.                                        | "Love Is a Losing Game" (bản nháp gốc)                                |                                           | Ronson                                    | 3:43                                      |
| Tổng thời lượng:                          | Tổng thời lượng:                                                      | Tổng thời lượng:                          | Tổng thời lượng:                          | 26:10                                     |

| Back to Black – Phiên bản cao cấp độc quyền tại Best Buy (DVD kèm theo) | Back to Black – Phiên bản cao cấp độc quyền tại Best Buy (DVD kèm theo) | Back to Black – Phiên bản cao cấp độc quyền tại Best Buy (DVD kèm theo) |
| STT                                                                     | Nhan đề                                                                 | Thời lượng                                                              |
| ----------------------------------------------------------------------- | ----------------------------------------------------------------------- | ----------------------------------------------------------------------- |
| 1.                                                                      | "International Electronic Press Kit"                                    | 23:01                                                                   |
| 2.                                                                      | "Mở đầu / Back to Black" (live @ The Orange Lounge)                     | 2:40                                                                    |
| 3.                                                                      | "Rehab" (trực tiếp @ The Orange Lounge)                                 | 3:30                                                                    |
| 4.                                                                      | "You Know I'm No Good" (trực tiếp @ The Orange Lounge)                  | 3:11                                                                    |
| 5.                                                                      | "Love Is a Losing Game" (trực tiếp @ The Orange Lounge)                 | 2:37                                                                    |
| Tổng thời lượng:                                                        | Tổng thời lượng:                                                        | 34:59                                                                   |

| Back to Black – Phiên bản giới hạn tại Hà Lan: Trực tiếp từ Paradiso, Amsterdam, 8 tháng 2 năm 2007 (Đĩa 2) | Back to Black – Phiên bản giới hạn tại Hà Lan: Trực tiếp từ Paradiso, Amsterdam, 8 tháng 2 năm 2007 (Đĩa 2) | Back to Black – Phiên bản giới hạn tại Hà Lan: Trực tiếp từ Paradiso, Amsterdam, 8 tháng 2 năm 2007 (Đĩa 2) | Back to Black – Phiên bản giới hạn tại Hà Lan: Trực tiếp từ Paradiso, Amsterdam, 8 tháng 2 năm 2007 (Đĩa 2) |
| STT | Nhan đề | Sáng tác | Thời lượng                                                                                                  |
| --- | --- | --- | --- |
| 1. | "Just Friends"                                                                                              | | 3:20 |
| 2. | "Back to Black"                                                                                             | Winehouse Ronson                                                                                            | 3:55 |
| 3. | "I Heard Love Is Blind"                                                                                     | | 3:13 |
| 4. | "Rehab" | | 3:33 |
| 5. | "You Know I'm No Good"                                                                                      | | 4:17 |
| 6. | "Love Is a Losing Game"                                                                                     | | 2:47 |
| Tổng thời lượng:                                                                                            | Tổng thời lượng:                                                                                            | Tổng thời lượng:                                                                                            | 21:05 |

Ghi chú
- ^[a]  nghĩa là người phối lại
- "Addicted" chỉ được đưa vào bản tiêu chuẩn tại Anh và Ireland, trong khi xuất hiện dưới dạng bản nhạc kèm theo trong tất cả phiên bản cao cấp của album.

Ghi chú nhạc mẫu
- "Tears Dry on Their Own" có sử dụng nhạc mẫu "Ain't No Mountain High Enough", sáng tác bởi Nickolas Ashford and Valerie Simpson.[10]
- "He Can Only Hold Her" có chứa một đoạn giai điệu "(My Girl) She's a Fox", sáng tác bởi Richard và Robert Poindexter, và thể hiện bởi Lonnie Youngblood và Jimi Hendrix.[10]

## Xếp hạng
| Bảng xếp hạng (2007–24)                  | Vị trí cao nhất |
| ---------------------------------------- | --------------- |
| Album Argentina (CAPIF)                  | 2               |
| Album Úc (ARIA)                          | 4               |
| Album Áo (Ö3 Austria)                    | 1               |
| Album Bỉ (Ultratop Vlaanderen)           | 1               |
| Album Bỉ (Ultratop Wallonie)             | 2               |
| Album Canada (Billboard)                 | 4               |
| Album Croatia (HDU)                      | 1               |
| Album Cộng hòa Séc (ČNS IFPI)            | 4               |
| Album Đan Mạch (Hitlisten)               | 1               |
| Album Hà Lan (Album Top 100)             | 1               |
| Album Châu Âu (Billboard)                | 1               |
| Album Phần Lan (Suomen virallinen lista) | 2               |
| Album Pháp (SNEP)                        | 1               |
| Album Đức (Offizielle Top 100)           | 1               |
| Album Hy Lạp (IFPI)                      | 1               |
| Album Hungaria (MAHASZ)                  | 3               |
| Album Ireland (IRMA)                     | 1               |
| Album Ý (FIMI)                           | 1               |
| Album Nhật Bản (Oricon)                  | 23              |
| Album Mexico (Top 100 Mexico)            | 6               |
| Album New Zealand (RMNZ)                 | 1               |
| Album Na Uy (VG-lista)                   | 1               |
| Album Ba Lan (ZPAV)                      | 1               |
| Album Bồ Đào Nha (AFP)                   | 1               |
| Album Nga (2M)                           | 7               |
| Album Scotland (OCC)                     | 1               |
| Album Tây Ban Nha (PROMUSICAE)           | 1               |
| Album Thụy Điển (Sverigetopplistan)      | 4               |
| Album Thụy Sĩ (Schweizer Hitparade)      | 1               |
| Album Đài Loan (Five Music)              | 2               |
| Album Anh Quốc (OCC)                     | 1               |
| Album Anh Quốc R&B (OCC)                 | 1               |
| Album Hoa Kỳ Billboard 200               | 2               |
| Album Hoa Kỳ Top Alternative (Billboard) | 2               |
| Album Hoa Kỳ Top R&B/Hip-Hop (Billboard) | 4               |

| Bảng xếp hạng (2006)                         | Vị trí |
| -------------------------------------------- | ------ |
| Album Anh Quốc (OCC)                         | 69     |
| Bảng xếp hạng (2007)                         | Vị trí |
| Album Úc (ARIA)                              | 29     |
| Album Áo (Ö3 Austria)                        | 30     |
| Album Bỉ (Ultratop Flanders)                 | 5      |
| Album Bỉ (Ultratop Wallonia)                 | 40     |
| Album Đan Mạch (Hitlisten)                   | 7      |
| Album Hà Lan (Album Top 100)                 | 4      |
| Album Châu Âu (Billboard)                    | 2      |
| Album Phần Lan (Suomen virallinen lista)     | 19     |
| Album Pháp (SNEP)                            | 6      |
| Album Đức (Offizielle Top 100)               | 17     |
| Album Hungaria (MAHASZ)                      | 65     |
| Album Ireland (IRMA)                         | 2      |
| Album Ý (FIMI)                               | 26     |
| Album New Zealand (RMNZ)                     | 29     |
| Album Thụy Điển (Sverigetopplistan)          | 18     |
| Album Thụy Sĩ (Schweizer Hitparade)          | 3      |
| Album Anh Quốc (OCC) ’’Bản tiêu chuẩn’’      | 1      |
| UK Albums (OCC) ’’Bản cao cấp’’              | 57     |
| Hoa Kỳ Billboard 200                         | 24     |
| Hoa Kỳ Top R&B/Hip-Hop Albums (Billboard)    | 31     |
| Toàn cầu (IFPI)                              | 2      |
| Bảng xếp hạng (2008)                         | Vị trí |
| Album Úc (ARIA)                              | 24     |
| Album Áo (Ö3 Austria)                        | 1      |
| Album Bỉ (Ultratop Flanders)                 | 4      |
| Album Bỉ (Ultratop Wallonia)                 | 8      |
| Album Brazil (ABPD)                          | 11     |
| Album Croatia (HDU)                          | 4      |
| Album Đan Mạch (Hitlisten)                   | 12     |
| Album Hà Lan (Album Top 100)                 | 1      |
| Album Châu Âu (Billboard) ’’Bản tiêu chuẩn’’ | 1      |
| Album Châu Âu (Billboard) ’’Bản cao cấp’’    | 37     |
| Album Phần Lan (Suomen virallinen lista)     | 60     |
| Album Pháp (SNEP)                            | 7      |
| Album Đức (Offizielle Top 100)               | 1      |
| Album Hy Lạp (IFPI)                          | 25     |
| Album Hy Lạp Quốc tế (IFPI)                  | 4      |
| Album Hungaria (MAHASZ)                      | 35     |
| Album Ireland (IRMA)                         | 13     |
| Album Ý (FIMI)                               | 8      |
| Album Mexico (Top 100 Mexico)                | 85     |
| Album New Zealand (RMNZ)                     | 5      |
| Album Tây Ban Nha (PROMUSICAE)               | 3      |
| Album Thụy Điển (Sverigetopplistan)          | 25     |
| Album Thụy Sĩ (Schweizer Hitparade)          | 1      |
| Album Anh Quốc (OCC) ’’Bản tiêu chuẩn’’      | 57     |
| Album Anh Quốc (OCC) ’’Bản cao cấp’’         | 14     |
| Hoa Kỳ Billboard 200                         | 43     |
| Hoa Kỳ Top Alternative Albums (Billboard)    | 8      |
| Hoa Kỳ Top R&B/Hip-Hop Albums (Billboard)    | 42     |
| Toàn cầu (IFPI)                              | 7      |
| Bảng xếp hạng (2009)                         | Vị trí |
| Album Châu Âu (Billboard)                    | 85     |
| Album Tây Ban Nha (PROMUSICAE)               | 35     |
| Album Anh Quốc (OCC)                         | 146    |
| Bảng xếp hạng (2011)                         | Vị trí |
| Album Úc (ARIA)                              | 77     |
| Album Áo (Ö3 Austria)                        | 29     |
| Album Bỉ (Ultratop Flanders)                 | 42     |
| Album Bỉ (Ultratop Wallonia)                 | 69     |
| Album Brazil (ABPD)                          | 20     |
| Album Hà Lan (Album Top 100)                 | 25     |
| Album Đức (Offizielle Top 100)               | 35     |
| Album Ý (FIMI)                               | 30     |
| Album Mexico (Top 100 Mexico)                | 67     |
| Album New Zealand (RMNZ)                     | 26     |
| Album Ba Lan (ZPAV)                          | 19     |
| Album Thụy Sĩ (Schweizer Hitparade)          | 41     |
| Album Anh Quốc (OCC)                         | 32     |
| Hoa Kỳ Billboard 200                         | 169    |
| Hoa Kỳ Catalog Albums (Billboard)            | 13     |
| Toàn cầu (IFPI)                              | 28     |
| Bảng xếp hạng (2012)                         | Vị trí |
| Album Bỉ (Ultratop Flanders)                 | 86     |
| Album Hà Lan (Album Top 100)                 | 76     |
| Album Ý (FIMI)                               | 73     |
| Album Anh Quốc (OCC)                         | 148    |
| Hoa Kỳ Catalog Albums (Billboard)            | 44     |
| Bảng xếp hạng (2015)                         | Vị trí |
| Album Ý (FIMI)                               | 92     |
| Album Anh Quốc (OCC)                         | 62     |
| Bảng xếp hạng (2016)                         | Vị trí |
| Album Ý (FIMI)                               | 96     |
| Album Ba Lan (ZPAV)                          | 32     |
| Album Anh Quốc (OCC)                         | 46     |
| Hoa Kỳ Catalog Albums (Billboard)            | 35     |
| Bảng xếp hạng (2017)                         | Vị trí |
| Album Anh Quốc (OCC)                         | 76     |
| Bảng xếp hạng (2018)                         | Vị trí |
| Album Anh Quốc (OCC)                         | 80     |
| Bảng xếp hạng (2019)                         | Vị trí |
| Album Bỉ (Ultratop Flanders)                 | 40     |
| Album Bỉ (Ultratop Wallonia)                 | 123    |
| Album Ba Lan (ZPAV)                          | 70     |
| Album Anh Quốc (OCC)                         | 96     |
| Hoa Kỳ Top Alternative Albums (Billboard)    | 49     |
| Bảng xếp hạng (2020)                         | Vị trí |
| Album Bỉ (Ultratop Flanders)                 | 49     |
| Album Bỉ (Ultratop Wallonia)                 | 84     |
| Album Ireland (IRMA)                         | 50     |
| Album Anh Quốc (OCC)                         | 66     |
| Hoa Kỳ Top Alternative Albums (Billboard)    | 47     |
| Bảng xếp hạng (2021)                         | Vị trí |
| Album Bỉ (Ultratop Flanders)                 | 37     |
| Album Bỉ (Ultratop Wallonia)                 | 89     |
| Album Anh Quốc (OCC)                         | 54     |
| Hoa Kỳ Top Alternative Albums (Billboard)    | 33     |
| Bảng xếp hạng (2022)                         | Vị trí |
| Album Úc (ARIA)                              | 99     |
| Album Bỉ (Ultratop Flanders)                 | 51     |
| Album Bỉ (Ultratop Wallonia)                 | 116    |
| Album Hà Lan (Album Top 100)                 | 39     |
| Album Anh Quốc (OCC)                         | 86     |
| Bảng xếp hạng (2023)                         | Vị trí |
| Album Bỉ (Ultratop Flanders)                 | 66     |
| Album Bỉ (Ultratop Wallonia)                 | 119    |
| Album Hà Lan (Album Top 100)                 | 54     |

| Bảng xếp hạng (2000–2009)     | Vị trí |
| ----------------------------- | ------ |
| Album Áo (Ö3 Austria)         | 4      |
| Album Anh Quốc (OCC)          | 3      |
| Bảng xếp hạng (2010–2019)     | Vị trí |
| Album Anh Quốc (OCC)          | 54     |
| Album Anh Quốc Đĩa than (OCC) | 2      |

| Bảng xếp hạng                   | Vị trí |
| ------------------------------- | ------ |
| Album Ireland Nghệ sĩ Nữ (IRMA) | 3      |
| Album Anh Quốc (OCC)            | 13     |
| Hoa Kỳ Billboard 200            | 150    |
| Hoa Kỳ Billboard 200 (Nữ)       | 40     |

## Chứng nhận
| Quốc gia | Chứng nhận   | Số đơn vị/doanh số chứng nhận |
| --- | ------------ | ----------------------------- |
| Argentina (CAPIF) | Vàng         | 20.000^                       |
| Úc (ARIA) | 6× Bạch kim  | 420.000‡                      |
| Áo (IFPI Áo) | 7× Bạch kim  | 210.000*                      |
| Bỉ (BEA) | 3× Bạch kim  | 150.000*                      |
| Brasil (Pro-Música Brasil) | Kim cương    | 250.000*                      |
| Canada (Music Canada) | Bạch kim     | 100.000^                      |
| Đan Mạch (IFPI Đan Mạch) | 8× Bạch kim  | 160.000‡                      |
| Phần Lan (Musiikkituottajat) | Bạch kim     | 33,884                        |
| Pháp (SNEP) | 2× Bạch kim  | 1,140,000                     |
| Đức (BVMI) | 6× Bạch kim  | 1.800.000^                    |
| Hy Lạp (IFPI Hy Lạp) | Bạch kim     | 15.000^                       |
| Hungary (Mahasz) | Bạch kim     | 6.000^                        |
| Italy sales in 2008 | —            | 100,000                       |
| Ý (FIMI) sales since 2009 | 4× Bạch kim  | 200.000‡                      |
| Nhật Bản (RIAJ) | Vàng         | 100.000^                      |
| Hà Lan (NVPI) | 5× Bạch kim  | 350.000^                      |
| New Zealand (RMNZ) | 6× Bạch kim  | 90.000‡                       |
| Na Uy (IFPI) | Bạch kim     | 40.000*                       |
| Ba Lan (ZPAV) | 2× Bạch kim  | 40.000*                       |
| Bồ Đào Nha (AFP) | 2× Bạch kim  | 40.000^                       |
| Nga (NFPF) | 2× Bạch kim  | 40.000*                       |
| Tây Ban Nha (PROMUSICAE) | 7× Bạch kim  | 560.000^                      |
| Thụy Điển (GLF) | Bạch kim     | 40.000^                       |
| Thụy Sĩ (IFPI) | 7× Bạch kim  | 210.000^                      |
| Thổ Nhĩ Kỳ (Mü-Yap) | Vàng         | 5.000*                        |
| Anh Quốc (BPI) | 14× Bạch kim | 4.200.000‡                    |
| Hoa Kỳ (RIAA) | 2× Bạch kim  | 3,000,000                     |
| Tổng hợp |              |                               |
| Châu Âu (IFPI) | 8× Bạch kim  | 8.000.000*                    |
| Toàn cầu | —            | 20,000,000                    |
| * Chứng nhận dựa theo doanh số tiêu thụ. ^ Chứng nhận dựa theo doanh số nhập hàng. ‡ Chứng nhận dựa theo doanh số tiêu thụ và phát trực tuyến. |              |                               |

## Lịch sử phát hành
| Khu vực        | Ngày                 | Phiên bản  | Hãng đĩa           | Ct.     |
| -------------- | -------------------- | ---------- | ------------------ | ------- |
| Ireland        | 27 tháng 10 năm 2006 | Tiêu chuẩn | Island             | [ 186 ] |
| Vương quốc Anh | 30 tháng 10 năm 2006 | Tiêu chuẩn | Island             | [ 187 ] |
| Ba Lan         | 20 tháng 11 năm 2006 | Tiêu chuẩn | Universal          | [ 188 ] |
| Đức            | 21 tháng 11 năm 2006 | Tiêu chuẩn | Universal          | [ 189 ] |
| Canada         | 12 tháng 12 năm 2006 | Tiêu chuẩn | Universal          | [ 190 ] |
| Pháp           | 28 tháng 1 năm 2007  | Tiêu chuẩn | Universal          | [ 164 ] |
| Ý              | 2 tháng 2 năm 2007   | Tiêu chuẩn | Universal          | [ 191 ] |
| Úc             | 24 tháng 2 năm 2007  | Tiêu chuẩn | Universal          | [ 192 ] |
| Hoa Kỳ         | 13 tháng 3 năm 2007  | Tiêu chuẩn | Universal Republic | [ 2 ]   |
| Đức            | 15 tháng 6 năm 2007  | Giới hạn   | Universal          | [ 4 ]   |
| Hà Lan         | 13 tháng 7 năm 2007  | Giới hạn   | Universal          | [ 9 ]   |
| Nhật Bản       | 5 tháng 9 năm 2007   | Tiêu chuẩn | Universal          | [ 193 ] |
| Canada         | 13 tháng 11 năm 2007 | Cao cấp    | Universal          | [ 194 ] |
| Úc             | 17 tháng 11 năm 2007 | Cao cấp    | Universal          | [ 5 ]   |
| Ireland        | 23 tháng 11 năm 2007 | Cao cấp    | Island             | [ 195 ] |
| Đức            | 30 tháng 11 năm 2007 | Cao cấp    | Universal          | [ 6 ]   |
| Vương quốc Anh | 3 tháng 12 năm 2007  | Cao cấp    | Island             | [ 196 ] |
| Nhật Bản       | 6 tháng 2 năm 2008   | Cao cấp    | Universal          | [ 193 ] |
| Ý              | 29 tháng 2 năm 2008  | Cao cấp    | Universal          | [ 197 ] |